# Adrianus Bonebakker (1895-1975)
Adrianus Bonebakker (Amsterdam, 1895 – Rotterdam, 1975) was een Nederlands arts, bekend als zendingsarts en later als directeur van het Havenziekenhuis in Rotterdam. Hij speelde een belangrijke rol in zowel de medische zorg in Nederlands-Indië als in de wederopbouw van de Rotterdamse gezondheidszorg na de Tweede Wereldoorlog.

## Leven en loopbaan
Adrianus Bonebakker werd geboren in 1895 in Amsterdam. Hij maakte deel uit van de patriciërsfamilie Bonebakker, die onder andere bekend is van het Amsterdamse goud- en zilversmidsbedrijf Bonebakker & Zoon.
Na zijn studie geneeskunde besloot Bonebakker zich in te zetten als zendingsarts in Nederlands-Indië, waar hij werkzaam was in afgelegen gebieden. In deze functie combineerde hij medische zorg met christelijke zendingsarbeid, vaak onder moeilijke omstandigheden en met beperkte middelen. Zijn werk richtte zich op de verbetering van de volksgezondheid, bestrijding van tropische ziekten en de opleiding van lokaal medisch personeel.
Na zijn terugkeer naar Nederland vestigde hij zich in Rotterdam, waar hij in de jaren na de oorlog een belangrijke bijdrage leverde aan de heropbouw van de medische infrastructuur van de stad. In de jaren 1950 werd hij benoemd tot directeur van het Havenziekenhuis, een ziekenhuis dat een centrale rol speelde in de gezondheidszorg voor zeevarenden en havenarbeiders.
Onder zijn leiding werd het Havenziekenhuis gemoderniseerd en verstevigde het zijn positie als internationaal georiënteerde zorginstelling. Bonebakker stond bekend om zijn vooruitstrevende ideeën over ziekenhuisorganisatie en patiëntenzorg, en hij stimuleerde nauwe samenwerking met universitaire instellingen.

## Persoonlijk leven en nalatenschap
Adrianus Bonebakker bleef tot op hoge leeftijd actief in de medische wereld. Hij overleed in 1975 in Rotterdam. Zijn werk als zendingsarts en ziekenhuisdirecteur maakte hem tot een gerespecteerde figuur binnen de Nederlandse medische wereld. Zijn inzet voor zorg aan de kwetsbaarsten, zowel in de tropen als in de havenstad Rotterdam, wordt beschouwd als zijn blijvende nalatenschap.